# Eremias lalezharica
Eremias lalezharica är en ödleart som beskrevs av Moravec 1994. Eremias lalezharica ingår i släktet löparödlor, och familjen lacertider. IUCN kategoriserar arten globalt som livskraftig. Inga underarter finns listade i Catalogue of Life.
Arten förekommen endemisk på en högplatå i södra Iran. Habitatet utgörs av stäpper och odlingsmark.